# 窪田淳
窪田 淳（くぼた あつし、1978年〈昭和53年〉2月20日 - ）は、千葉県銚子市出身の元プロ野球選手（投手、右投右打）。

## 経歴

### プロ入り前
市立銚子高では一塁手兼第2投手であった。第1投手は長谷川昌幸。
大学は帝京大学に進学し、硬式野球部に所属。3年生まで首都大学リーグ戦未登板であったが、スリークォーターから投じる140km/h台のストレートと鋭く曲がるスライダーを武器にして、4年生時に大学エースとなる。当時の監督が日産自動車コーチ時代に川尻哲郎を指導しており、その川尻と近い投球フォームにして開花したという。通算10試合登板、5勝2敗。1学年先輩に愛敬尚史、里崎智也がいた。
1999年11月19日に開催されたドラフト会議にて6巡目で阪神タイガースから6位指名を受け、入団。

### 現役時代
当時の阪神には数少ない速球派投手として期待されたが、2年間で一軍出場はなく2001年オフにオリックス・ブルーウェーブへ金銭トレードで移籍。オリックスでは石毛宏典監督が高校の先輩であった。
移籍後は一軍登板もあり、2003年10月7日の大阪近鉄バファローズ戦で救援としてプロ入り初勝利を挙げたが、これまでの成績が安定しておらず、同年オフに自由契約となる。
その後は、社会人野球の中山硬式野球クラブでプレーした。

## 詳細情報

### 年度別投手成績
| 年 度     | 球 団      | 登 板 | 先 発 | 完 投 | 完 封 | 無 四 球 | 勝 利 | 敗 戦 | セ 丨 ブ | ホ 丨 ル ド | 勝 率 | 打 者 | 投 球 回 | 被 安 打 | 被 本 塁 打 | 与 四 球 | 敬 遠 | 与 死 球 | 奪 三 振 | 暴 投 | ボ 丨 ク | 失 点 | 自 責 点 | 防 御 率 | W H I P |
| --------- | ---------- | ----- | ----- | ----- | ----- | -------- | ----- | ----- | -------- | ----------- | ----- | ----- | -------- | -------- | ----------- | -------- | ----- | -------- | -------- | ----- | -------- | ----- | -------- | -------- | ------- |
| 2002      | オリックス | 7     | 0     | 0     | 0     | 0        | 0     | 0     | 0        | --          | ----  | 51    | 10.1     | 15       | 2           | 4        | 0     | 1        | 5        | 1     | 0        | 11    | 11       | 9.58     | 1.84    |
| 2003      | オリックス | 7     | 0     | 0     | 0     | 0        | 1     | 1     | 0        | --          | .500  | 53    | 10.2     | 16       | 6           | 5        | 1     | 0        | 6        | 1     | 0        | 11    | 9        | 7.59     | 1.97    |
| 通算：2年 | 通算：2年  | 14    | 0     | 0     | 0     | 0        | 1     | 1     | 0        | --          | .500  | 104   | 21.0     | 31       | 8           | 9        | 1     | 1        | 11       | 2     | 0        | 22    | 20       | 8.57     | 1.90    |

### 記録
- 初登板：2002年9月4日、対福岡ダイエーホークス23回戦（グリーンスタジアム神戸）、8回裏に4番手で救援登板、2/3回2失点
- 初勝利：2003年10月7日、対大阪近鉄バファローズ28回戦（Yahoo! BBスタジアム）、11回表に6番手で救援登板・完了、1回1失点

### 背番号
- 58（2000年 - 2001年）
- 54（2002年 - 2003年）